# BibZoom.dk
Bibzoom er en offentlig bibliotekstjeneste med udlån af digitale medier, som musik, podcasts og e-bøger. Bibzoom er udviklet af Statsbiblioteket, men udbydes gennem de enkelte folkebiblioteker.
Lånene er gratis for brugerne. Servicen åbnede 1. september 2004 som et led i Kulturministeriets musikhandlingsplan Liv i Musikken, og hed indtil 2010 netmusik.dk (Bibliotekernes Netmusik). I juni 2012 blev BibzZoom.dk relanceret som Bibzoom som dels web-download og dels applikation til pc/Mac og Android Smartphone med en applikation, der kan hentes ned på computeren og streame musik direkte. Dette gør, at Bibzoom.dk minder om kommercielle streamingstjenester som Spotify og WiMP.
BibZoom lukkede musiktjenesten ned pr 1. januar 2016 og overgik til ren musikformidling ifm af lytteguides og musikartikler.

## Baggrund
Web-download

Filerne hentes i filformatet Windows Media Audio, som er kopisikret med Digital Rights Management og som kan benyttes i syv dage. Indholdet af musik baserer sig på danske og udenlandske cd-udgivelser, som man har kunnet opnå aftale med.
Applikation til pc/Mac

Bibzoom applikationen fungerer som et selvstændigt program, baseret på Microsoft Silverlight. Download, afspilning, fornyelse, artikellæsning sker i samme integrerede programflade.
App til Android Smartphone

Applikationen er tilgængelig for alle, og tilbyder en radio-stream med mulighed for personalisering.
Servicen drives af et konsortium af større danske biblioteker i samarbejde med Basepoint Media, som repræsenterer musikkens rettighedshavere, og leverer musikindholdet. Udlån til brugerne foregår ved, at brugerne søger og henter musikken i et udlånssystem udviklet af Statsbiblioteket. Adgangen til dette system håndteres via opslag i bibliotekernes egne brugerdatabaser. Musikken leveres med en lånetid på 7 dage. Lånetiden begrænses ved hjælp af DRM-teknologi, der bl.a. gør det muligt at sætte begrænsninger på en musikfils (WMA-fil) levetid.

Konsortiet bag Bibzoom (2013):
Statsbiblioteket, Herning Bibliotekerne, Odense Centralbibliotek, Aabenraa Bibliotekerne, Biblioteket Sønderborg, Silkeborg Bibliotekerne og Frederiksberg Biblioteket.
I Bibzooms ledelse deltager desuden  to observatører fra hhv. Kulturstyrelsen og Bibliotekschefforeningen.

## Adgang
For at kunne låne musik via Bibzoom skal man være registreret bruger ved et bibliotek i sin bopælskommune. Som registreret bruger bliver man udstyret med adgangskoder til bibliotekets services. Sammen med ens CPR-nummer giver disse koder adgang til Bibzoom. Dog er der for Bibzoom Shuffles vedkommende adgang for alle danske borgere.

## Kvoter
Fra april 2009 tilbød netmusik.dk grænseløst "downlån" – næsten.
Brugerkvoterne blev hævet for alle, sådan at de færreste oplevede nogen begrænsning i den mængde musiknumre der kan hentes. 
Tidligere fastlagde hvert enkelt bibliotek en kvote dels for, hvor mange lån brugeren havde adgang til pr. måned, og dels for hvor mange lån biblioteket som helhed måtte forbruge. Det er nu afskaffet.
I dag opleves Bibzoom, uanset platform som fri og ubegrænset forbrug af musik, dog med en maksimal lånetid på 30 dage, hvorefter den pågældende musik skal "hvile" i 30 dage, inden den igen kan lånes.

## Musikindhold
Indholdet i netmusik stammer hovedsageligt fra pladeselskaberne Warner Music Denmark, EMI, Sony og Universal Music. Endvidere findes der indhold fra fx Copenhagen Records, CMC og RecArt Music.
Musikbasen indeholder over 10.000.000 tilgængelige numre, dog udgør tallet en del identiske numre som fx både findes på studiealbum og opsamlings- eller singelalbum. Nye såvel som gamle musikudgivelser bliver løbende føjet til musikbasen.